# Église Sainte-Gertrude de Kaunas
Pour les articles homonymes, voir Gertrude et Église Sainte-Gertrude.
L'église Sainte-Gertrude est l'une des églises gothiques en briques les plus anciennes de Lituanie. Cette église du XIVe siècle est située dans la vieille ville de Kaunas (ex-Kovno). Elle est construite comme église paroissiale en 1503 sous le règne d'Alexandre Ier Jagellon et un clocher lui est adjoint quelques années plus tard.
L'église, dédiée à sainte Gertrude, est restaurée en 1680, après les guerres russo-polonaises. Elle dessert un hôpital au XVIIIe siècle et cinq religieux de l'Ordre de saint Roch y officient. L'église est restaurée et consacrée à nouveau à la fin du XVIIIe siècle, tandis qu'elle acquiert un orgue. Elle est endommagée dans un incendie en 1812 et doit être à nouveau réparée. En 1824, l'hôpital est confié au Sœurs de la Charité. Les religieux sont dispersés après l'insurrection polonaise de 1863.
L'ancien hôpital, devenu vétuste, est démoli en 1880. Pendant le régime de la nouvelle république lituanienne, l'église est donnée aux Marianites de Sainte-Croix, congrégation active fondée en France à la fin du XIXe siècle qui construisent leur maison à proximité.
Fermée pendant la période de la république socialiste soviétique de Lituanie, l'église a rouvert depuis l'indépendance et les messes y sont à nouveau célébrées avec le retour des Marianites.